# أهل الراية (مسلسل)
أهل الراية الجزء الأول  مسلسل سوري شامي يتكون من 31 حلقة دمشقي مميز عن غيره من مسلسلات البيئة الشامية، لاقى نجاحا كبيرا من قبل المشاهدين، يتكلم عن أهل الحارة الطيبين في دمشق وعن الزعيم أبو الحسن والذي يؤدي دوره الفنان جمال سليمان في الجزء الأول ومن أهل الحارة (أبو يسر، أبو واصف، نمر، زكريا والكثير من الشخصيات)

## طاقم العمل
العمل من إخراج: علاء الدين كوكش
النص:أحمد حامد
تنفيذ الشارات والجرافيك:هاني الهندي
مونتاج عصام صيداوي
ومن بطولة:
- جمال سليمان بدور ((الزعيم سلطان أبو الحسن))
- قصي خولي  (( رضا الحر ))
- كاريس بشار بدور ((دلال))
- سمر سامي بدور ((أم رضا))
- أيمن رضا (زكريا)
- سليم صبري  (( حمدي افندي البوايكي ))
- سامية الجزائري (أم سعيد)
- تاج حيدر (قطر الندى
- عبد الرحمن آل رشي (الشيخ عابدين)
- هدى شعراوي (أم ياسين)
- فنان الشعب رفيق السبيعي (المختار أبو اليسـر)
- حسام تحسين بك (أبو واصف)
- شكران مرتجى (فهمية)
- سليم كلاس (أبو كرمو)
- نوار بلبل (حدو)
- إيمان عبد العزيز (المعلمة بدرية)
- عبد الهادي الصباغ (أبو نصري)
- محمد حداقي (زيـدان)
- مأمون الفرخ (صبري)
- فادي الشامي (سعدي)
- محمد خير الجراح (عبده المخللاتي)
- يارا صبري (وهيبة)
- معن عبد الحق (عبود)
- منى واصف (الداية أم عزمي)
- حسن عويتي (الحج بركات)
- محمد خاوندي (أبو صخر)
- حسام الشاه (سليمان)
- رنا جمول (شاهدة)
- رامز الأسود (ذياب)
- ناجي جبر (نمر)

وهناك البعض لم تذكر أسمائهم...

## قصة المسلسل
يحكي المسلسل عن أهالي سوق ساروجة القديم في حي بير التوتة، كل فرد منهم يغرق في همومه ومشاكله، زعيم الحارة السلطان أبو الحسن (جمال سليمان) لديه ابنان وابنه واحدة قطر الندى (تاج حيدر)، الذي تبدأ مشاكله بعد وفاة زوجته وهيبة (يارا صبري) الحامل أثناء ولادتها بابنه صلاح الدين، ثم يجبره أهالي ووجاهات الحارة بالزواج من دلال (كاريس بشار) المراة المطلقة من التي طلقها زوجها بسبب عدم إنجابها للأولاد، فبدأت تعطي المال للداية أم عزمي لتخبر أهل أبو الحسن بأنها تستطيع الإنجاب، حتى تم هذا الزواج، فتكون هي السبب في موت ابنه صلاح الدين دون أن يعرف أحد انها سبب موته، وتتفق مع غجرية (رنا جمول) من البدو لا تنجب أولاد فتعطيها الحسن لتتخلص منه فيظن الناس أنه غرق في النهر أو أكلته الحيوانات، كما تتخلص من ابنته قطر الندى بسبب غيرتها منها ودلال والدها لها باتفاقها مع دياب (رامز الأسود) وهو شاب سرسري لاتهامها بالزنا معه وتعطي الدايات المال لتخبر أبوها بأنها قد صنعت الفاحشة معه، وإحضار خمس شهود قد شهدوا زوراً، فيقوم الزعيم أبو الحسن بإرسال نمر (ناجي جبر) لقتلها بعد فقدانها لوعيها، ثم إرسالها إلى المقبرة مع سعدي وعبود وزكريا (فادي الشامي - معن عبد الحق - أيمن رضا) لدفنها حتى يلقاها رضا (قصي خولي) شاب فقير محكوم باإعدام بسبب قتله شاب (بسام دكاك) يعمل معه في عمله وقتله حمدي أفندي (سليم صبري) صاحب العمل لتحرشه بامه والاعتداء عليها، يقوم رضا بأخذها إلى أمه (سمر سامي) لتعالجها فتجلس في بيتهم مدة ثلاث سنوات ويقع في غرامها، فتُكتشف براءتها قبل موت الداية أم عزمي (منى واصف) وعودتها إلى بيتها مع والدها، وتعترف دلال بان الحسن على قيد الحياة فيذهب مع رجال الحارة لأخذه. يطلّق أبو الحسن دلال وترجع إلى بيت أخوها زكريا الذي سجن لقتله دياب الشاب الذي اتهم ابنة زعيمه، ثم يصدر حكم بعفو عام عن جميع المساجين والمحكومين، تنتهي الحلقات بعد مرور كثير من المشاكل والمواجهات التي لم يتم ذكرها، ينتهي الجزء الأول بزواج رضا من قطر الندى ومكافأة أبو الحسن له.

## البث
| القناة          | التاريخ    |       | الجزء |
| --------------- | ---------- | ----- | ----- |
| روتانا خليجية   | مايو 2008  | 19.30 | 1     |
| تلفزيون الشام   | مايو 2008  | 13.00 | 1     |
| تلفزيون البحرين | مايو 2008  | 17.00 | 1     |
| إم بي سي        | يونيو 2010 | 20:00 |       |